# Arctosa ipsa
Arctosa ipsa este o specie de păianjeni din genul Arctosa, familia Lycosidae. A fost descrisă pentru prima dată de Karsch, 1879. Conform Catalogue of Life specia Arctosa ipsa nu are subspecii cunoscute.